# Forstbach (Ruhr)
Der Forstbach ist ein etwa 2,9 Kilometer langer, rechter Zufluss der Ruhr in  der nordrhein-westfälischen Stadt Mülheim an der Ruhr in Deutschland.
Er ist der zweitletzte größere Zufluss, bevor die Ruhr 17,5 Kilometer weiter in den Rhein mündet.

## Geographie

### Verlauf

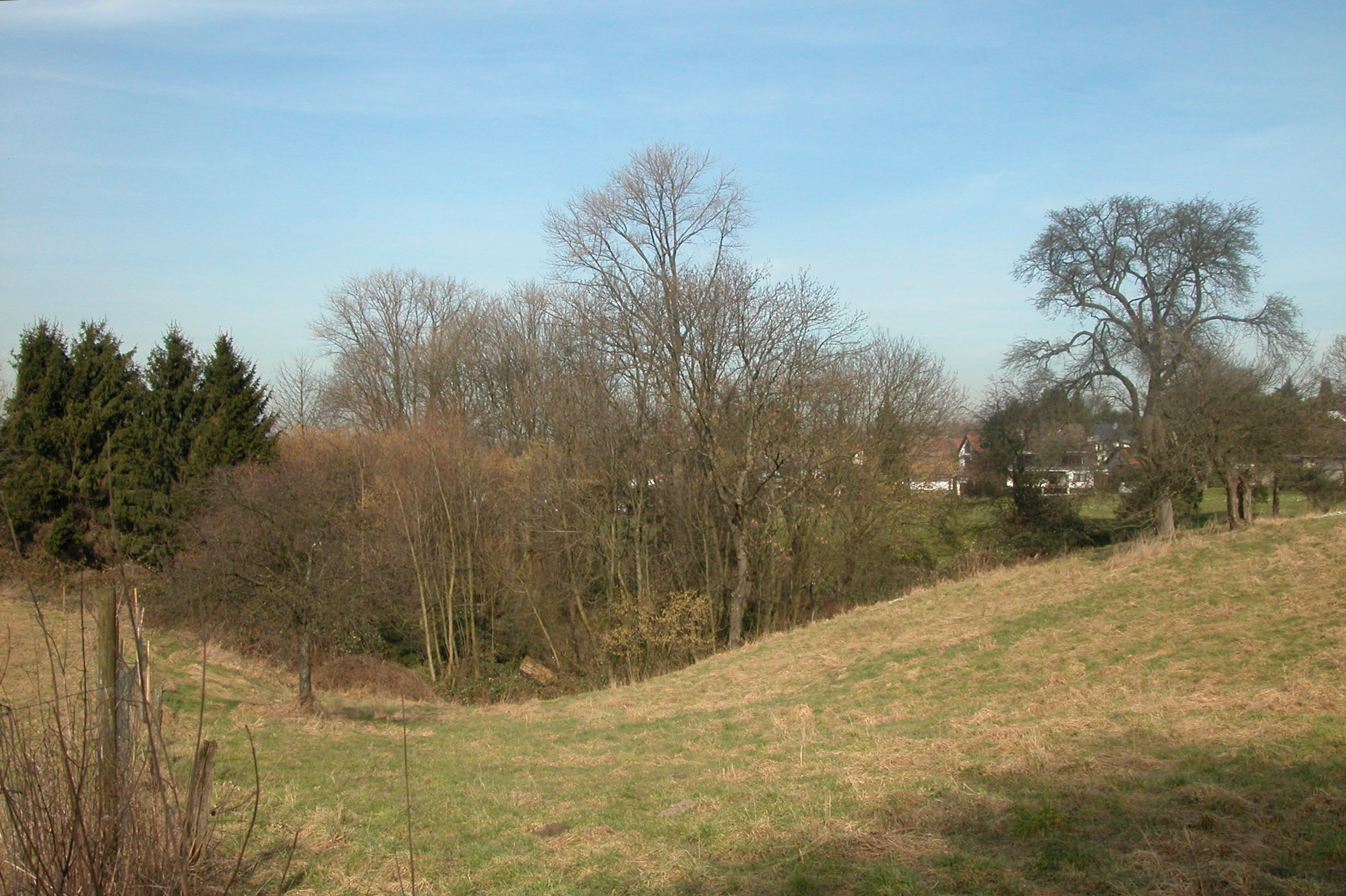
Blick auf das Forstbach-Quellgebiet

Der Forstbach entspringt im Mülheimer Stadtteil Menden-Holthausen in unmittelbarer Nähe des Verkehrslandeplatzes Essen/Mülheim in einem etwa 100 Quadratmeter umfassenden sumpfigen Biotop, aus dem er als Bach erst jenseits einer Hofeinfahrt aus einem Rohr ins Freie geleitet wird. Anschließend durchfließt er mehrere kleine Teichanlagen. Etwa 260 m abwärts ist er durch einige Privatgrundstücke über eine Länge von etwa 80 m nochmals verrohrt. Kurz oberhalb des Tierheims durchfließt er einen größeren Teich mit etwa 1.000 Quadratmeter, bis er unterhalb der Horbeckstraße, wo ein Regenrückhaltebecken angelegt wurde, nach insgesamt 660 m in das Naturschutzgebiet Forstbachtal mit natürlichem Bachbett gelangt. Weitere 450 m abwärts durchfließt er nochmals einen rund 1.000 Quadratmeter großen Teich, mehrere aufgegebene Forellenteiche folgen. Kurz oberhalb der Mendener Straße beim Reiterhof Lierhaushof endet das natürliche Bachbett. Es folgt eine verrohrte Strecke, und erst die letzten 50 m fließt der Bach zwar eingefasst, aber wieder offen, unter dem Leinpfad hindurch in die Ruhr.

### Zuflüsse
Der Forstbach hat beiderseits einige, nicht amtlich benannte, kleine Zuflüsse.

### Das Forstbachtal
Die oberen Hangbereiche sind zum großen Teil mit Gehöften und Kotten besiedelt und für die Allgemeinheit nicht zugänglich.
"Im mittleren Bereich erstreckt sich von Norden der Hauptfriedhof bis zur Talsohle herunter. Im Westen des Gebietes findet sich im Bereich einer Wiese ein kleines Artenschutzgewässer. Der Forstbach selbst ist über weite Strecken naturnah ausgebildet. Im Osten liegt ein kleiner aufgegebener Steinbruch mit einer etwa sechs Meter hohen Felswand. Die Talhänge werden überwiegend von naturnahen Laubwäldern mit unterschiedlich entwickelter Strauch- und Krautschicht eingenommen. Die Aue wird zu einem großen Teil von Laubwäldern und Grünland eingenommen, es finden sich wiederholt Hybridpappel-Forste. Ein Erlenufergehölz stockt entlang des Unterlaufes des Forstbaches. Am Oberlauf finden sich neben Erlen- auch kleinere Eschenwälder. Feuchtwiesenbrachen, Pestwurzflur, Wiesen und Fettweiden, Obstwiesen und Kopfbäume gliedern den Talraum. Das Forstbachtal ist als Biotopverbundkorridor in der Ackerlandschaft der Lösshochflächen von besonderer Bedeutung. Die Nähe des Oberlaufes zum vom Ruhrtal isolierten Rumbachtal ist besonders hervorzuheben. Bemerkenswert ist das Vorkommen des derzeit in der Westfälischen Bucht als verschollen geltenden Gelappten Schildfarns (Polystichum aculeatum) sowie des in NRW als gefährdet eingestuften Riesenschachtelhalms (Equisetum telmateia). Der Komplex naturnaher Biotope und extensiver Kulturlandschaftselemente macht die große Attraktivität des Gebietes für die Erholung aus."
Das Forstbachtal ist neben dem Witthausbusch mit dem Kahlenberg und dem Rumbachtal das beliebteste Naherholungsgebiet in Mülheim rechts der Ruhr.

## Fotos

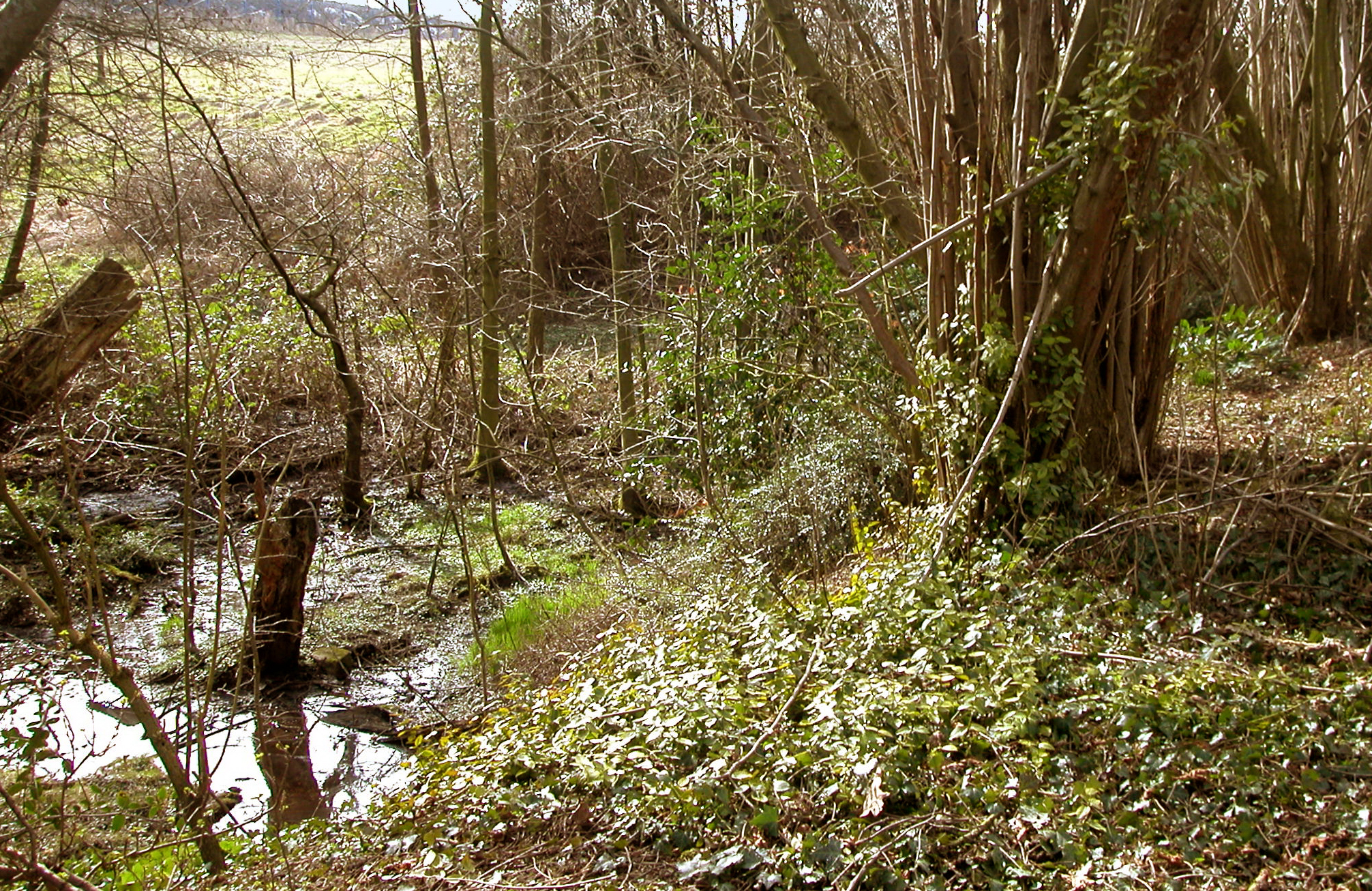
Forstbach-Quellbiotop
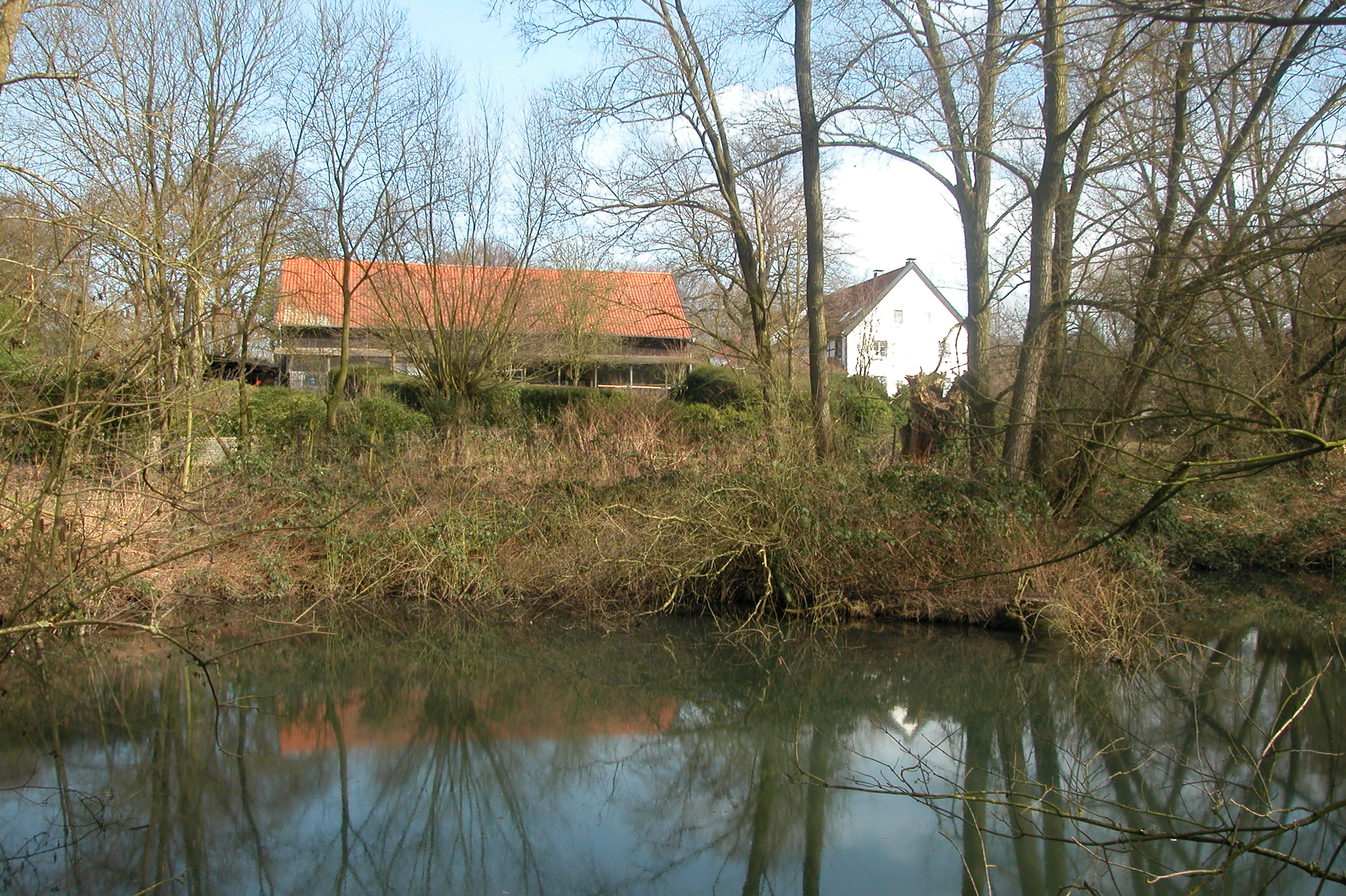
Teichanlage oberhalb des Tierheims
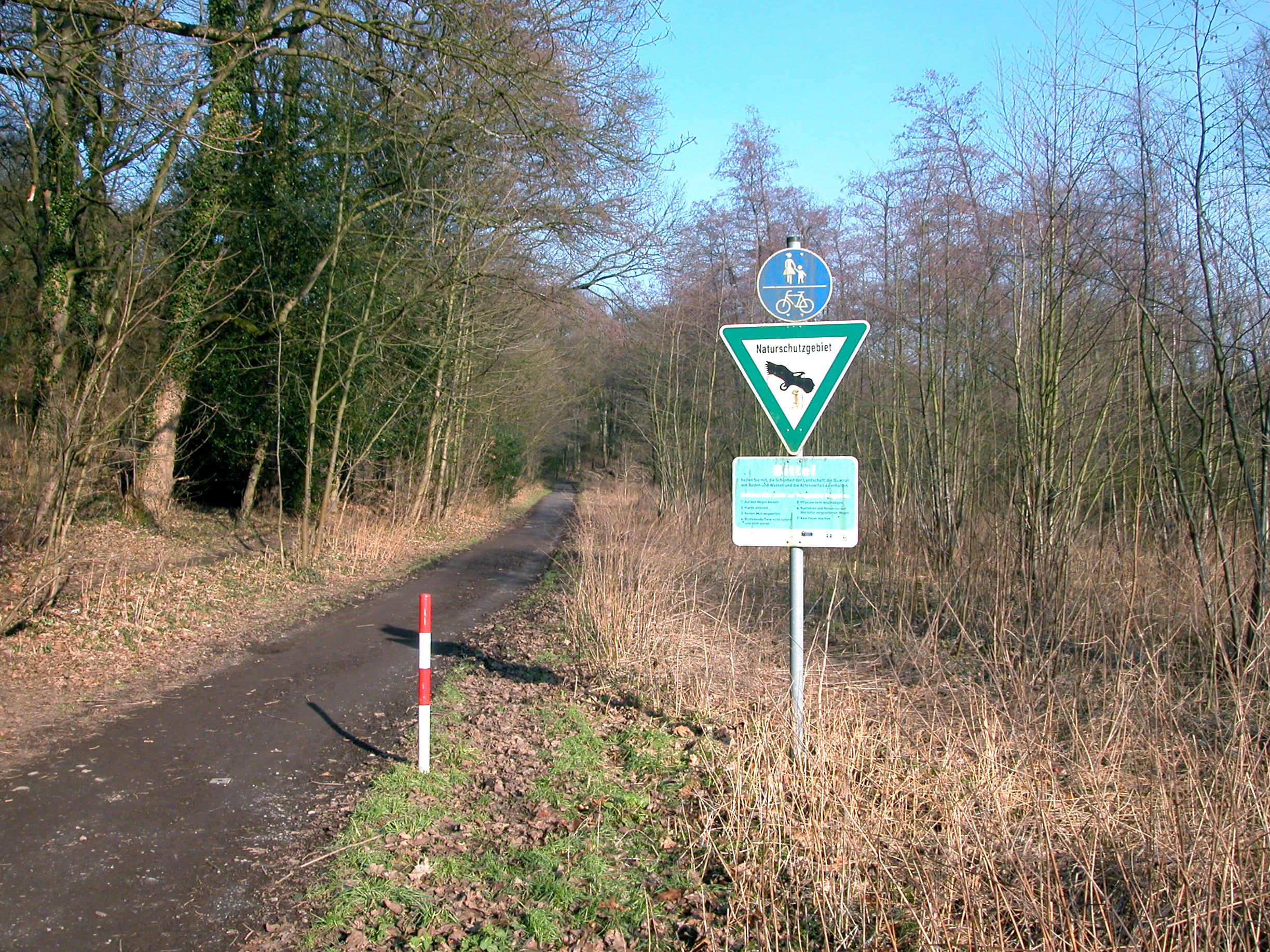
Naturschutzgebiet Forstbachtal
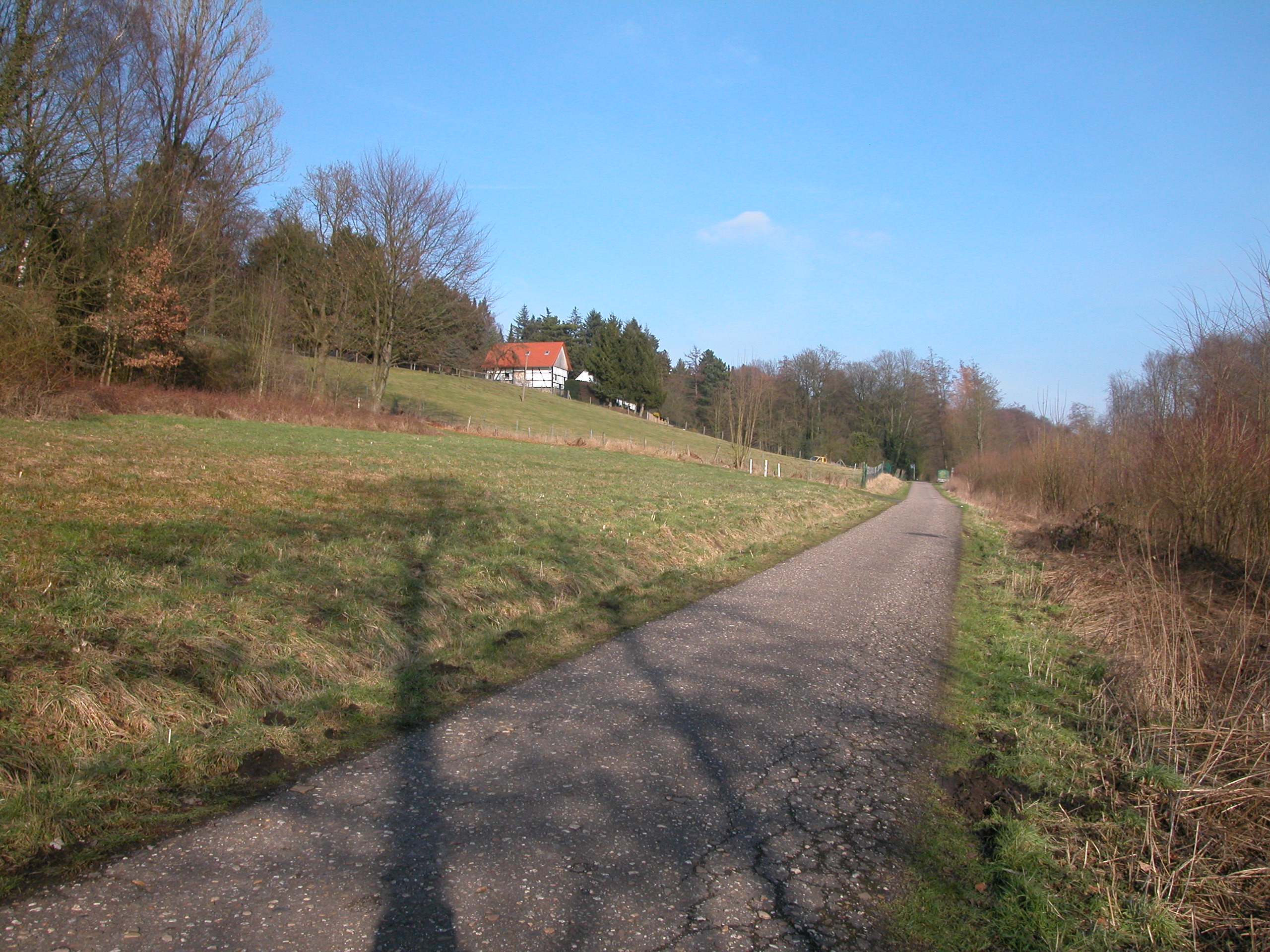
Im Forstbachtal
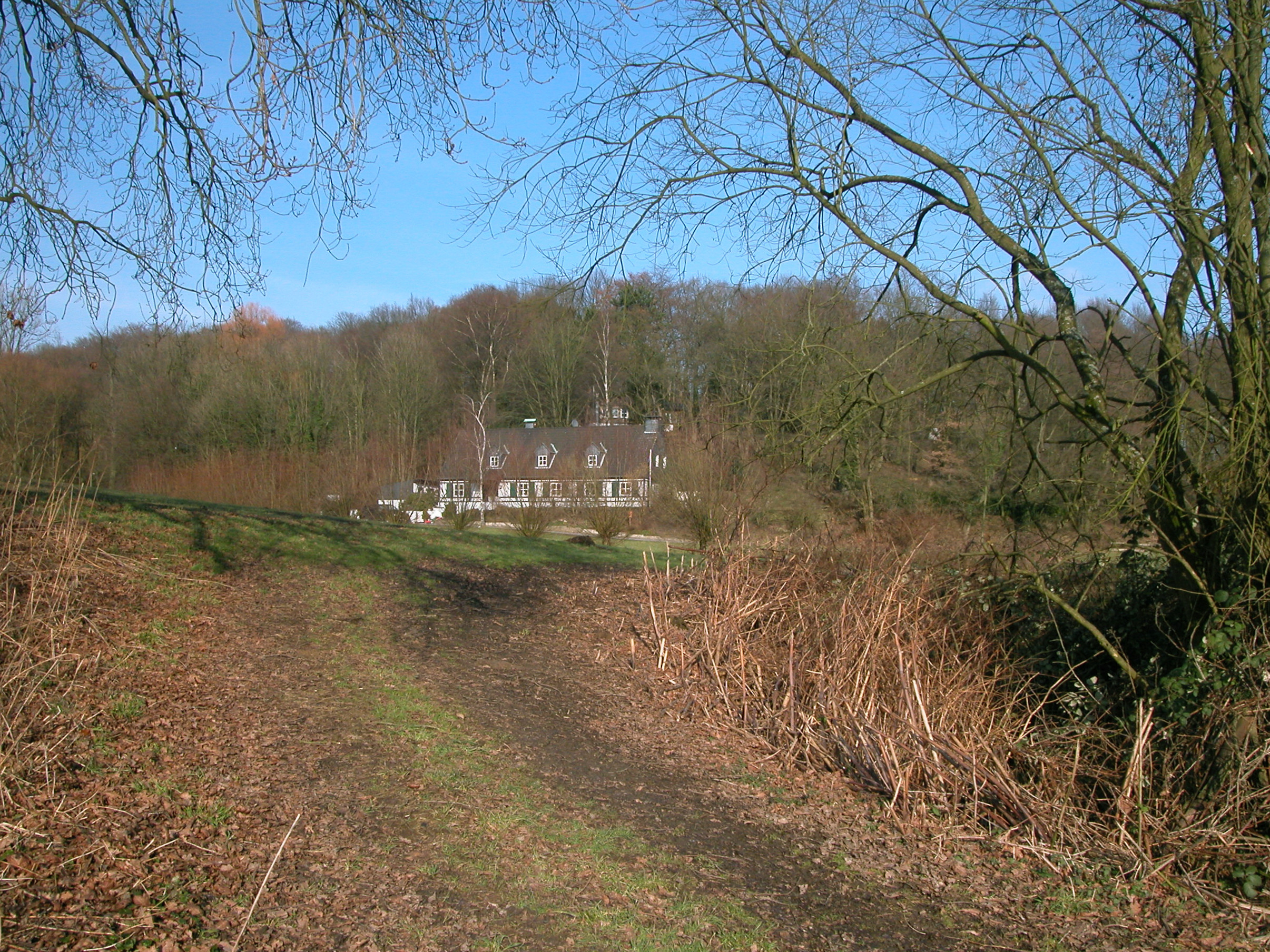
Seitental vom Steinknappen
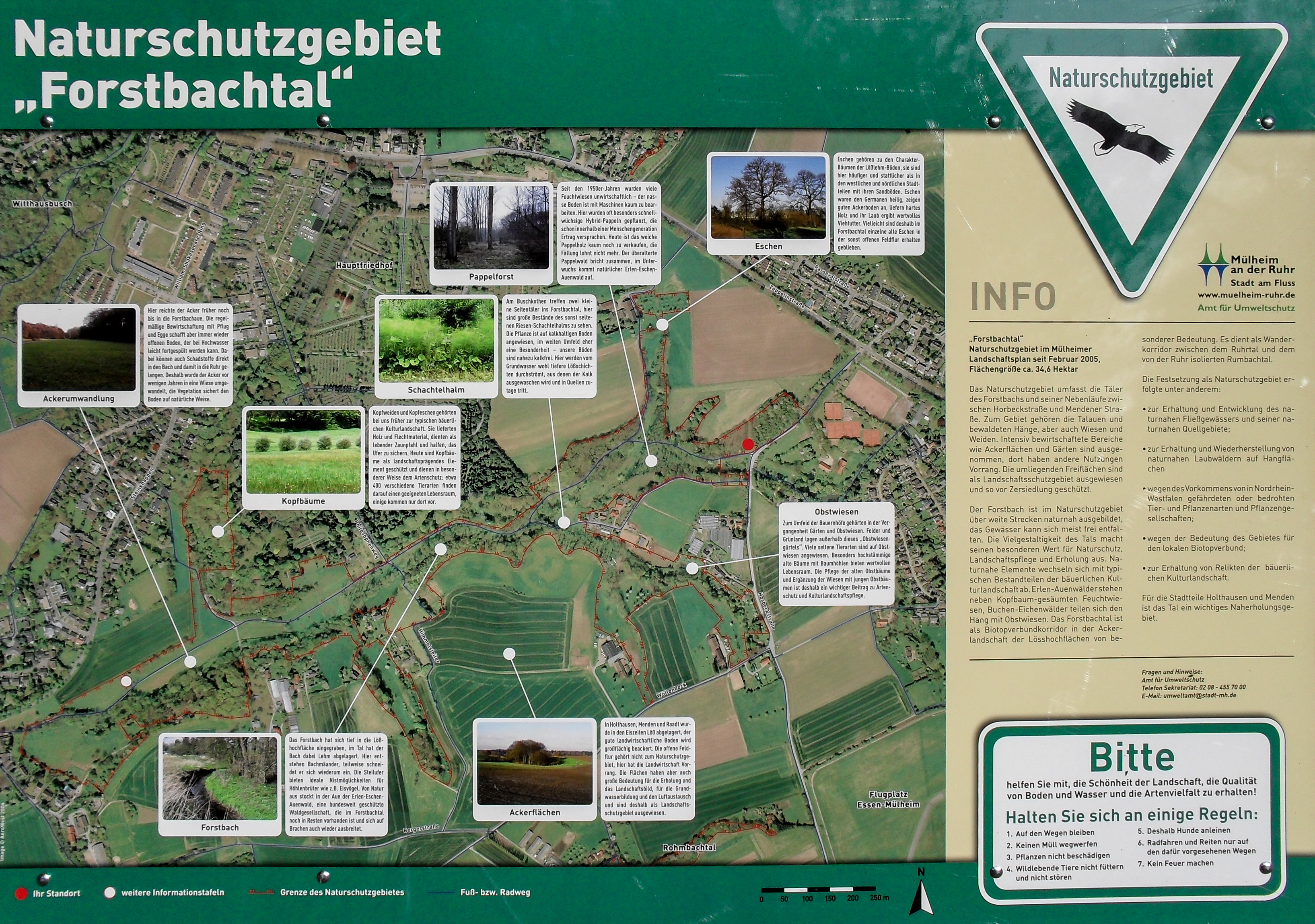
Infotafel im Forstbachtal